# Liberty (Nebraska)
Liberty je selo u američkoj saveznoj državi Nebraska. Prema popisu stanovništva iz 2010. u njemu je živjelo 76 stanovnika.